# Auriculariales
Auriculariales é uma ordem de fungos da classe Agaricomycetes que agrupa grandes parte das espécies conhecidas por "heterobasidiomicetos" ou "fungos gelatinosos", caracterizados por possuírem basidiocarpos (corpos frutificantes) gelatinosos que produzem esporos em basídios septados. São conhecidas cerca de 200 espécies, agrupadas em 6 ou mais famílias, apesar do estatuto taxonómico de algumas dessas famílias ser considerado incerto. Todas as espécies das ordem Auriculariales são consideradas como sendo saprotróficas, a maioria delas tendo como substrato material lenhoso em decomposição. Os basidiocarpos de diversas espécies de Auricularia são cultivados para fins alimentares à escala comercial, especialmente na China.

## Descrição
A maioria das espécies pertencentes à ordem Auriculariales produzem basidiocarpos (corpos frutificantes) gelatinosos, preferindo como substrato madeira em decomposição. Em algumas espécies os basidiocarpos são conspícuos, em forma de orelha, de botão, de lóbulo ou de exsudado. Os seus himenóforos (superfícies portadoras de esporos) podem ser lisos, verrucosos, venados, dentados (como nos fungos hidnoides do género Pseudohydnum) ou poroides (como nos géneros Elmerina e Protomerulius). Algumas espécies, no entanto, produzem corpos frutificantes secos e coriáceos, semelhantes a frutos secos, que se assemelham aos basidiocarpos dos fungos corticioides. Algumas espécies no género Tremellodendropsis produzem basidiocarpos clavarioides (em forma de clava).

## Taxonomia
A ordem Auriculariales foi inicialmente proposta em 1889 pelo micologista Joseph Schröter para acomodar o conjunto de espécies de macrofungos que apresentavam basídios "auricularioides" (grosseiramente em forma de orelha humana, com uma estrutura central tendencialmente cilíndrica com septos laterais), incluindo muitos dos fungos causadores de ferrugens e carvões das culturas. Em 1922, o micologista britânico Carleton Rea redefiniu a ordem para conter as famílias Auriculariaceae e Ecchynaceae, bem como os fungos causadores de ferrugens das famílias Coleosporiaceae e Pucciniaceae e causadores de carvões da família Ustilaginaceae. Diversos autores subsequentes, contudo, separaram as ferrugens e os carvões e amalgamaram os restantes Auriculariales com os Tremellales. Walter Jülich (1981) também separou os fungos causadores de ferrugens dos causadores de carvões, mas reconheceu os restantes Auriculariales como uma ordem independente, colocando-os nas famílias Auriculariaceae, Cystobasidiaceae, Paraphelariaceae, Saccoblastiaceae, Ecchynaceae, Hoehnelomycetaceae e Patouillardinaceae.
Uma revisão radical deste taxon foi levada a cabo em 1984, quado o micologista americano Robert Bandoni usou microscopia de transmissão electrónica para estudar a ultraestrutura dos poros septais dos Auriculariales. Este estudo revelou que espécies de fungos com basídios "auricularioides" não são necessariamente estreitamente aparentados e que os Auricularia tinham mais em comum com os Exidia e os seus similares com basídios "tremeloides" do que com outros fungos auricularioides.  Em consequência, Bandoni redefiniu a ordem Auriculariales para incluir a família Auriculariaceae (com basídios auricularioides) em conjunto com as famílias Exidiaceae, Aporpiaceae, Hyaloriaceae e Sebacinaceae (com basídios tremeloides). Esta revisão foi confirmada por Kenneth Wells (1994) que, contudo, amalgamou as famílias Aporpiaceae e Hyaloriaceae e adicionou as famílias Patouillardinaceae (com basídios septados diagonalmente) e Tremellodendropsidaceae (com basídios parcialmente septados). Peter Roberts (1998) subsequentemente adicionou as família Oliveoniaceae (com basídios não septados).
O recurso a técnicas da filogenética molecular, baseada na análise cladística de sequências de DNA, confirmou nas sua maior parte a revisão de Robert Bandoni da  ordem Auriculariales, mas moveu a família Sebacinaceae para uma ordem específica, ordem Sebacinales. O estatuto das famílias que constituem esta ordem ainda não se encontra totalmente esclarecido, mas um clado contendo os géneros Auricularia e Exidia corresponde à família Auriculariaceae, enquanto outro, contendo as espécies de Hyaloria e Myxarium corresponde à família Hyaloriaceae.

## Distribuição e habitat
Todas as espécies conhecidas da família Auriculariaceae são consideradas saprotrofos, a maioria dos quais crescendo sobre substratos de material lenhoso em decomposição, embora algumas (dos géneros Guepinia e Tremellodendropsis) sejam normalmente encontradas no solo. Como grupo, a sua distribuição natural é do tipo cosmopolita. Uma estimativa, feita em 2008, considerava que a ordem Auriculariales continha 32 géneros e mais de 200 espécies.

## Usos
Diversas espécies desta família são comestíveis, e duas delas, Auricularia auricula-judae e Auricularia polytricha, são objecto de cultura comercial, particularmente na China e Sueste da Ásia. Os cogumelos produzidos são exportadas, secos, inteiros ou em pó, sob a designação comercial de cogumelo-negro ou cogumelo-orelha.

## Galeria

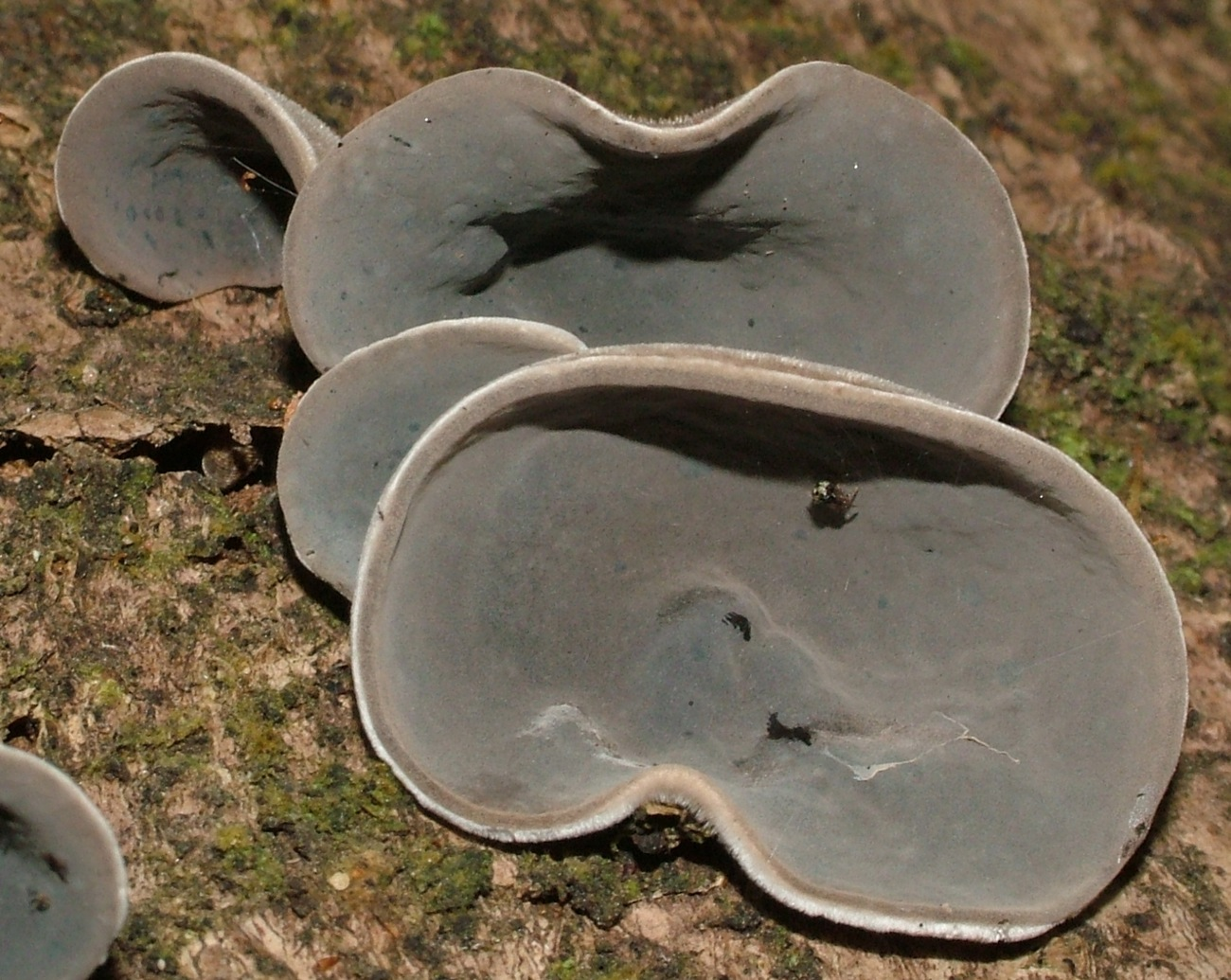
Auricularia cornea (Auriculariaceae)
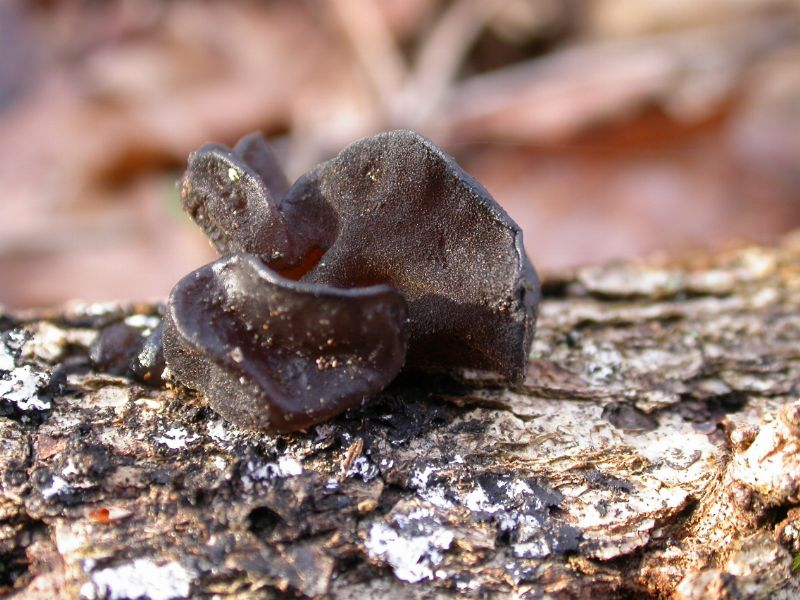
Exidia glandulosa (Auriculariaceae)
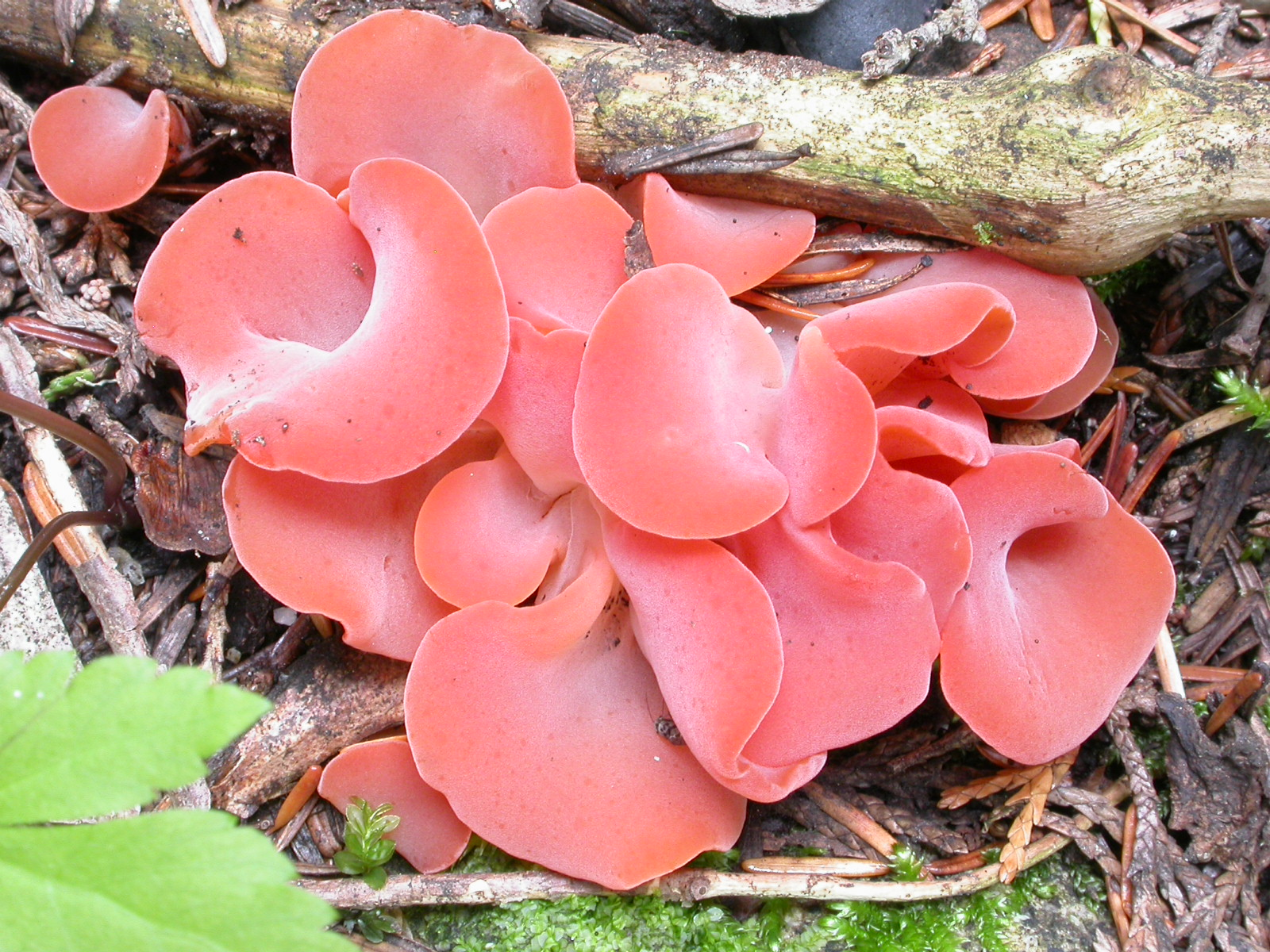
Guepinia helvelloides (incertae sedis)
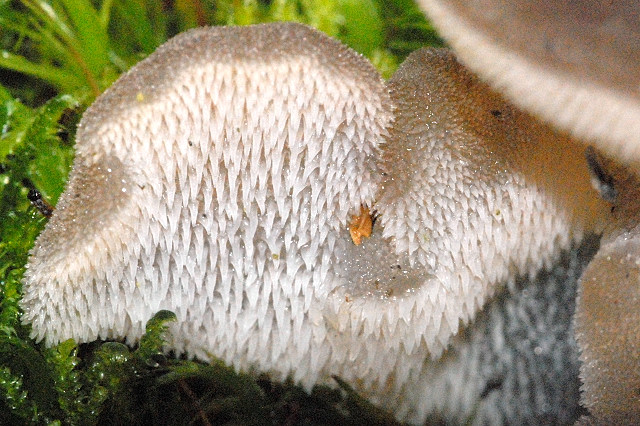
Pseudohydnum gelatinosum (incertae sedis)
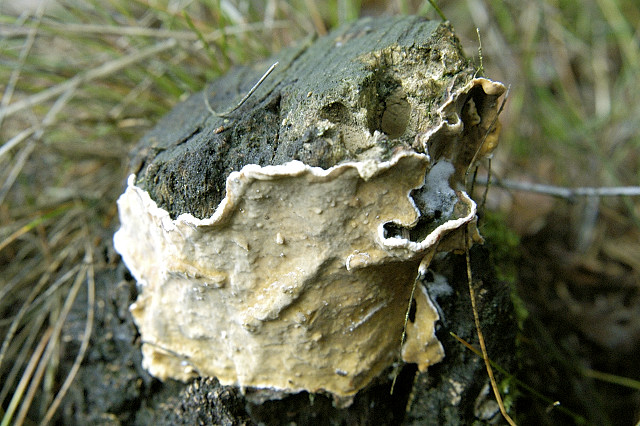
Eichleriella deglubens (Auriculariaceae)
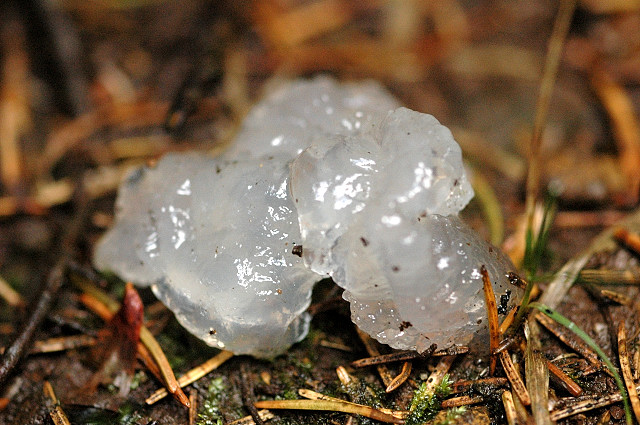
Myxarium nucleatum (Hyaloriaceae)